# 塞索·庫珀
塞索·賽勒斯特·庫珀（英語：Cecil Celester Cooper，1949年12月20日—），為前美國職棒大聯盟的一壘手，生涯曾效力過紅襪與釀酒人兩隊。庫珀曾在2007年至2009年間擔任太空人的總教練。

## 職業生涯
1968年大聯盟選秀，庫珀被紅襪選走。1972年，庫珀登上大聯盟。庫珀在紅襪時期表現普通，後來他在1977年被交易到釀酒人，換來George Scott。
到了新球隊後，庫珀開始學習羅德·卡魯的打擊姿勢。當時他在紅襪隊的打擊率為2成83，結果到釀酒人的打擊率上升到3成02。

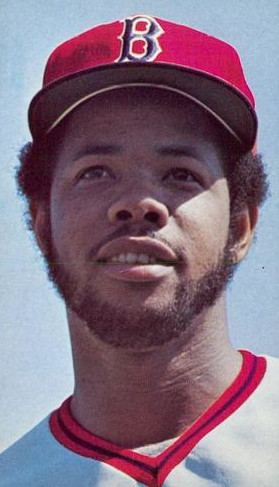
1976年的庫珀

1977年到1983年間，庫珀的打擊率都能超過3成。他在1980年打出生涯年，打擊率3成52排在美聯第二，並打回聯盟最多的122分打點。
1983年，庫珀繳出3成07的打擊率，並敲出30轟與聯盟最高的126分打點。最後他在MVP票選上拿下第五名。另外他生涯共拿下兩次金手套獎，連三年拿下銀棒獎。連莊三次銀棒獎也是釀酒人隊史第一人。庫珀單季126分打點的隊史紀錄也一直到2009年才被普林斯·菲爾德超越。
他在1983年拿下羅伯托·克萊門特獎，後來他在1987年球季結束後被釋出。之後他轉戰經紀人一職，藍迪·強森、韋德·博格斯和喬·吉拉迪都曾是庫珀的客戶。之後釀酒人曾讓庫珀在小聯盟農場協助培養新人長達3年。
2002年，庫珀擔任釀酒人的板凳教練。隔年他在3A執教，2005年成為太空人的板凳教練。
2007年8月27日，太空人將總教練Phil Garner開除，並指派庫珀成為新任總教練。他也成為太空人隊史首位非裔美國籍總教練。後來他在2009年9月21日被解雇。
2002年，庫珀入選釀酒人名人堂。2007年，他入選威斯康辛州運動員名人堂。

## 生涯打擊成績
| 出賽次數 | 打席 | 打數 | 得分 | 安打 | 二安 | 三安 | 全壘打 | 打點 | 盜壘 | 保送 | 三振 | 打擊率 | 上壘率 | 長打率 | OPS  |
| -------- | ---- | ---- | ---- | ---- | ---- | ---- | ------ | ---- | ---- | ---- | ---- | ------ | ------ | ------ | ---- |
| 1896     | 7939 | 7349 | 1012 | 2192 | 415  | 47   | 241    | 1125 | 89   | 448  | 911  | .298   | .337   | .466   | .803 |

## 執教成績
| 球隊   | 年度   | 例行賽 | 例行賽 | 例行賽 | 例行賽 | 例行賽  |
| 球隊   | 年度   | 比賽   | 勝     | 敗     | 勝率   | 結果    |
| ------ | ------ | ------ | ------ | ------ | ------ | ------- |
| 太空人 | 2007年 | 31     | 15     | 16     | .484   | 國中第4 |
| 太空人 | 2008年 | 161    | 86     | 75     | .534   | 國中第3 |
| 太空人 | 2009年 | 149    | 70     | 79     | .470   | 被解雇  |
| 總計   | 總計   | 341    | 171    | 170    | .501   |         |

## 外部連結
- 球員資訊和成績在MLB，ESPN，Retrosheet ，Baseball Reference ，Fangraphs （英文）